# الكنيسة الأرثوذكسية الشرقية
الكنيسة الأرثوذكسية الشرقية
(ملاحظة 1) أو الكنيسة الأرثوذكسية وتسمّى رسميًا الكنيسة الأرثوذكسية الجامعة أو الكنيسة الأرثوذكسية الكاثوليكية أو تاريخيًا الكنيسة الروميّة الأرثوذكسية أو الكنيسة البيزنطية أو كنيسة بيزنطة، هي عائلة كنسيّة مسيحية ترجع جذورها بحسب أتباعها إلى يسوع والخلافة الرسولية والكهنوتية، تضم مجموعة كنائس مستقلة محلية في شراكة كاملة مع بعضها،(ملاحظة 2) يرأس كل منها بطريرك أو رئيس أساقفة، مع كون البطريرك المسكوني هو «الأول بين المتساوين». تُعتبر الكنيسة الأرثوذكسية الشرقية من الكنائس الخلقيدونية وتعترف بالمجامع المسكونية السبعة، على عكس الكنائس الأرثوذكسية المشرقية التي لا تعترف إلا بالمجامع الثلاث الأولى.
ومعنى كلمة أرثوذكسية (باليونانيَّة: Ορθοδοξία) الرأي القويم، أو الإيمان المستقيم. وتشكلت هوية مستقلة للعائلة الأرثوذكسية البيزنطية بعد الانشقاق العظيم عام 1054، والذي كان لأسباب سياسية أكثر من الدينية وأدّى لانقسام الكنيسة في قارة أوروبا إلى شرق بيزنطي أرثوذكسي تقوده القسطنطينية (عاصمة الإمبراطورية البيزنطية) وغرب لاتيني كاثوليكي تقوده روما (عاصمة الولايات البابوية)، وجرى فرض الحرم بين الجانبين. كان من أسباب الانشقاق الخلاف حول سلطة البابا، ومشكلة انبثاق الروح القدس، والخلاف حول السلطة على عدة أراضٍ بين الروم واللاتين، والاختلاف في بعض التفاصيل حول الصوم والقداس.
الكنيسة الأرثوذكسية هي ثاني أكبر الكنائس المسيحية بعد الكنيسة الكاثوليكية في العالم؛ بالمقابل تتخطى المذاهب البروتستانتية مجتمعة الكنيسة الأرثوذكسية، ويتراوح عدد أعضائها بين 223 مليونًا و300 مليون. وينتشر أتباع الكنيسة الأرثوذكسية في المناطق التي كانت سابقًا جزءًا من الإمبراطورية البيزنطية، في أوروبا الشرقية وروسيا وبلاد البلقان و‌اليونان وجورجيا وعموم الشرق الأدنى، بالإضافة إلى الشرق الأوسط حيث يسمّون بالروم الأرثوذكس بسبب اعتمادهم الطقوس البيزنطية، وأعداهم هناك في تناقص بسبب الاضطهاد والهجرة. وتشكلت مجتمعات أرثوذكسية في مناطق أخرى من العالم بسبب الهجرة والشتات والتحولات الدينية والنشاط التبشيري.
في 2018، قطعت الكنيسة الأرثوذكسية الروسية الشراكة مع بطريركية القسطنطينية المسكونية، ردًا على منح الأخيرة استقلالًا ذاتيًا للكنيسة الأوكرانية الأرثوذكسية.

## الكنائس الأرثوذكسية
تتبع الكنائس الأرثوذكسية التالية النظام البطريركي القديم، فيدعى رئيسها بطريرك. وهي:
- بطريركية القسطنطينية المسكونية، ومركزها في القسطنطينية - إسطنبول،  تركيا
- بطريركية الإسكندرية وسائر أفريقيا مركزها في الإسكندرية،  مصر
- بطريركية أنطاكية وسائر المشرق مركزها في دمشق،  سوريا.
- بطريركية أورشليم والأراضي المقدسة مركزها في القدس الشرقية في  فلسطين و إسرائيل
- بطريركية موسكو وسائر روسيا مركزها في موسكو،  روسيا
- بطريركية بلغراد وسائر صربيا مركزها في بلغراد،  صربيا
- بطريركية بوخارست وسائر رومانيا مركزها في بوخارست،  رومانيا
- بطريركية صوفيا وسائر بلغاريا مركزها في صوفيا،  بلغاريا
- بطريركية تبليسي وسائر جورجيا مركزها في تبليسي،  جورجيا

والكنائس التالية تتبع النظام الرئاسي الذي يكون برئاسة الأساقفة وهي:
- الكنيسة القبرصية الأرثوذكسية في  قبرص
- الكنيسة اليونانية الأرثوذكسية في  اليونان
- الكنيسة البولندية الأرثوذكسية في  بولندا
- الكنيسة الألبانية الأرثوذكسية في  ألبانيا
- كنيسة التشيك وسلوفاكيا الأرثوذكسية في  جمهورية التشيك و سلوفاكيا
- الكنيسة الأوكرانية الأرثوذكسية في  أوكرانيا (مُعترف بها جزئيًا)

وهذه كنائس شبه مستقلة تتبع كل منها لكنيسة أم:
- الكنيسة الأمريكية الأرثوذكسية في  الولايات المتحدة و كندا
- الكنيسة الفنلندية الأرثوذكسية في  فنلندا
- الكنيسة الإستونية الأرثوذكسية في  إستونيا
- الكنيسة المولدافية الأرثوذكسية في  مولدوفا
- أسقفية غرب أوروبا ومركزها في  فرنسا
- الكنيسة البيسارابية الأرثوذكسية في  مولدوفا
- كنيسة مقدونيا الأرثوذكسية في  مقدونيا
- الكنيسة المونتينيغرية الأرثوذكسية في  الجبل الأسود
- الكنيسة اليابانية الأرثوذكسية في  اليابان
- الكنيسة الصينية الأرثوذكسية في  الصين
- الكنيسة الروسية الأرثوذكسية خارج روسيا ومركزها في  الولايات المتحدة
- كنيسة سيناء الأرثوذكسية في  مصر
- كنيسة جبل آثوس الأرثوذكسية في  اليونان
- يمكن الاطلاع عليها جميعها في الصندوق على اليسار.

## قانون إيمانها

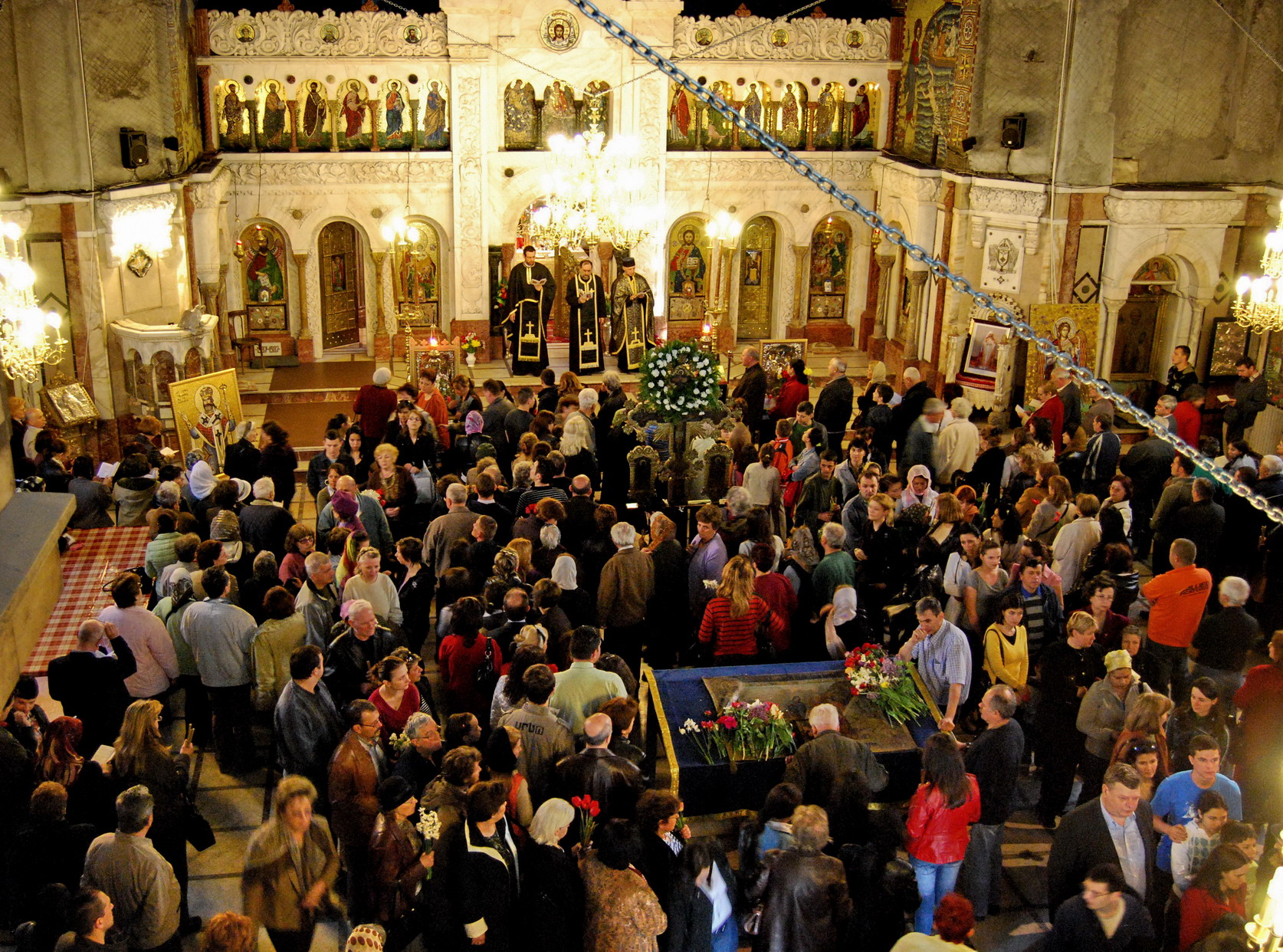
مسيحيون أرثوذكس خلال تأدية صلوات الجمعة العظيمة.

- «أومن بإله واحد، آبٍ ضابط الكل، خالق السماء والأرض، ما يرى وما لا يرى، وبرب واحدٍ يسوع المسيح، ابن الله الوحيد المولود من الآب قبل كل الدهور، نور من نور، إله حق من إله حق، مولود غير مخلوق، مساوٍ للآب في الجوهر الذي به كان كل شيء، الذي من أجلنا نحن البشر ومن أجل خلاصنا نزل من السماء وتجسد من الروح القدس ومن مريم العذراء وتأنس، وصُلِبَ عَنّا على عهد بيلاطس البنطي وتألم وقُبِر وقام في اليوم الثالث كما في الكتب، وصعد إلى السماء وجلس عن يمين الآب وأيضاً يأتي بمجد ليدين الأحياء والأموات، الذي لا فناء لملكه. وبالروح القدس الرب المحيي المُنبَثق من الآب، الذي هو مع الآب والابن، مسجودٌ له وممجد، الناطق بالأنبياء. وبكنيسة واحدة جامعة مقدسة رسولية. وأعترف بمعمودية واحدة لمغفرة الخطايا، وأترجى قيامة الموتى، والحياة في الدهر الآتي. آمين».
- إننا نعلّم جميعنا تعليماً واحداً تابعين الآباء القديسين. ونعترف بإبن واحد هو نفسه ربنا يسوع المسيح. وهو نفسه كامل بحسب اللاهوت وهو نفسه كامل بحسب الناسوت. إله حقيقي وإنسان حقيقي. وهو نفسه من نفسٍ واحدة وجسدٍ واحد. مساوٍ للآب في جوهر اللاهوت (إله) وهو نفسه مساوٍ لنا في جوهر الناسوت (إنسان)، مماثل لنا في كل شيء ماعدا الخطيئة. مولود من الآب قبل الدهور بحسب اللاهوت. وهو نفسه في آخر الأيام مولود من مريم العذراء والدة الإله بحسب الناسوت لأجلنا ولأجل خلاصنا. ومعروف هو نفسه مسيحاً وإبناً وربّاً ووحيداً واحداً بطبيعتين بلا اختلاط ولا تغيير ولا انقسام ولا انفصال من غير أن يُنفى فرق الطبائع بسبب الاتحاد بل إن خاصة كل واحدة من الطبيعتين ما زالت محفوظة تؤلفان كلتاهما شخصاً واحداً وأقنوماً واحداً لا مقسوماً ولا مجزّءاً إلى شخصين بل هو ابن ووحيد واحد هو نفسه الله الكلمة الرب يسوع المسيح كما تنبأ عنه الأنبياء منذ البدء وكما علّمنا الرب يسوع المسيح نفسه وكما سلّمنا دستور الآباء.
- ونعترف بالمثل، بحسب رأي الآباء القديسين: في المسيح مشيئتان وإرادتان طبيعيتان وفعلان طبيعيان بدون افتراق، بدون استحالة، بدون انفصال، بدون اختلاط، (ونعترف): في إرادتان طبيعيتان غير متضادتين... ولكن الإرادة الإنسانية (في يسوع) مطيعة وغير مقاومة وغير ثائرة بل خاضعة للمشيئة الإلهية والكلية القدرة. فكان على مشيئة الجسد أن تتحرك، ولكن أن تخضع للإرادة الإلهية وذلك بحسب أثناسيوس الحكيم جدا.ً
- إننا نقبل الأيقونات ونسجد لها ونكرمها، احتراماً للذين صوّرت عليهم لا عبادة لهم، لأن العبادة إنما تجب لله وحده دون غيره".

## الديموغرافيا والانتشار

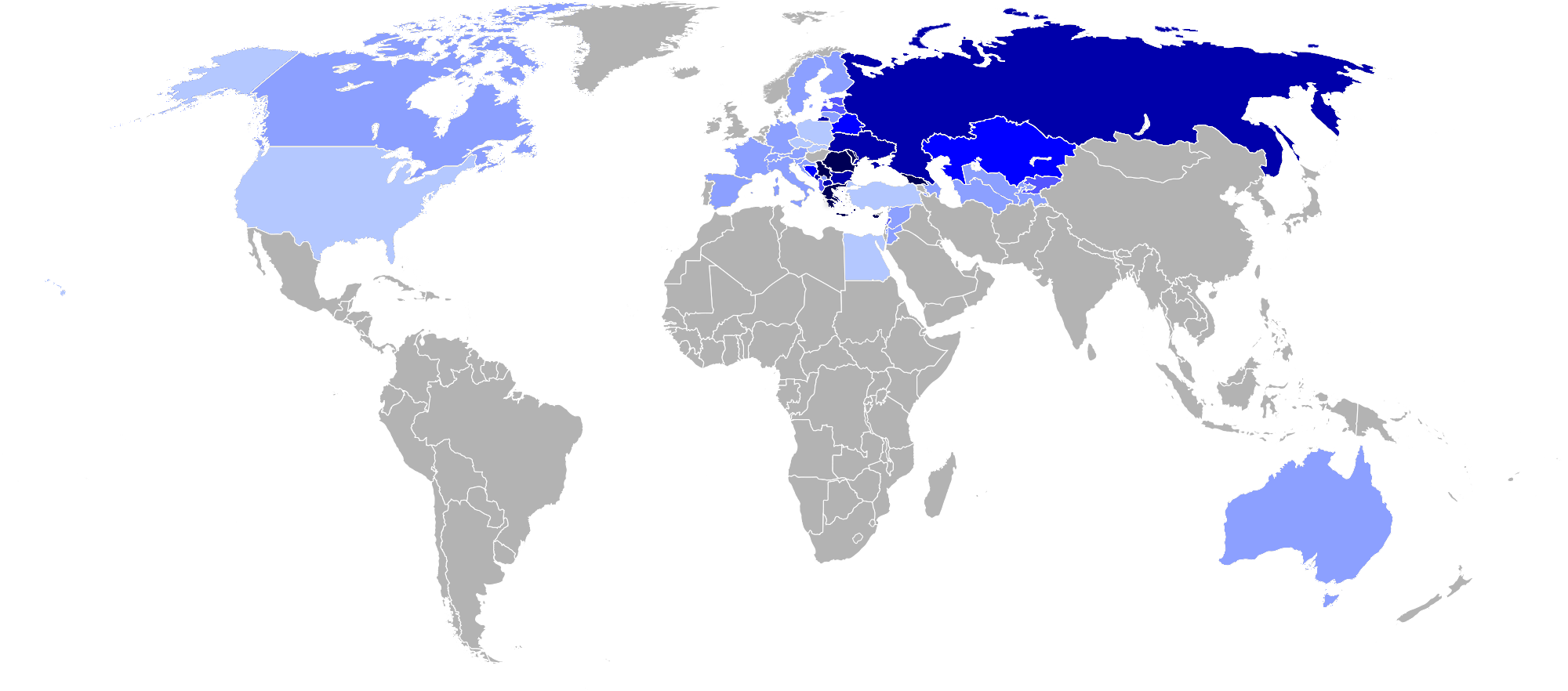
توزيع المسيحية الأرثوذكسية الشرقية في العالم حسب البلد.
أكثر من 75%
%50 - %75
%20 - %50
%5 - %20
%1 - %5
أقل من %1 لكنها استقلت عن البطريركية الروسية.

الكنيسة الأرثوذكسية الشرقية هي ثاني أكبر الكنائس المسيحية بعد الكنيسة الكاثوليكية في العالم؛ بالمقابل تتخطى المذاهب البروتستانتية مجتمعة الكنيسة الأرثوذكسية، وتتراوح أعداد أتباع الأرثوذكسية الشرقيين بين 223 مليونًا و300 مليون.
ما يقرب من أربعة من كل عشرة مسيحيين أرثوذكس في جميع أنحاء العالم (39%) يقيمون في روسيا، وهو أكبر بلد أرثوذكسي في العالم. على الرغم من أن تركيا هي مقر بطريركية القسطنطينية المسكونية، أي مركز المسيحية الأرثوذكسية فعدد المسيحيين الأرثوذكس فيها صغير نسبيًا (حوالي 180,000 يشمل الرقم الأرثوذكس المشرقيين).
معظم البلدان التي تضم أعدادًا كبيرة من المسيحيين الأرثوذكس فيها أغلبية الأرثوذكسية، المسيحيين الأرثوذكس يشكلون الغالبية العظمى في 12 بلدًا. يذكر أنه تنتشر أقليات أرثوذكسية شرقية ذات شأن في أذربيجان، وألبانيا، والبوسنة والهرسك، وجمهورية كوسوفو، وإستونيا، ولاتفيا، وكازاخستان، وأوزبكستان، وقيرغيزستان، وطاجيكستان، وتركمانستان، والأردن، وسوريا، ولبنان، وفلسطين وإسرائيل وتركيا.
ينتشر الأرثوذكس خصوصًا في أوروبا الشرقية حيث الغالبية هناك أرثوذكسية. ويعيش بالمجمل 76.9% من الأرثوذكس في أوروبا، ويتواجد 6.7% من أرثوذكس العالم في تركيا ووسط آسيا والشرق الأوسط، أمّا الأمريكتين ففيها 1% من مجمل الأرثوذكس.
تعتبر بطريركية موسكو أكبر الكنائس الأرثوذكسية في العالم ويبلغ عدد أتباعها 150 مليون. ومن ثم بطريركية رومانيا ويبلغ عدد أتباعها 18.8 مليون. وبطريركية صربيا ويبلغ عدد أتباعها 11 مليون. ومن ثم كنيسة اليونان ويبلغ عدد أتباعها 11 مليون. وبطريركية بلغاريا حيث يبلغ عدد أتباعها 10 مليون.

## الحضارة الأرثوذكسية

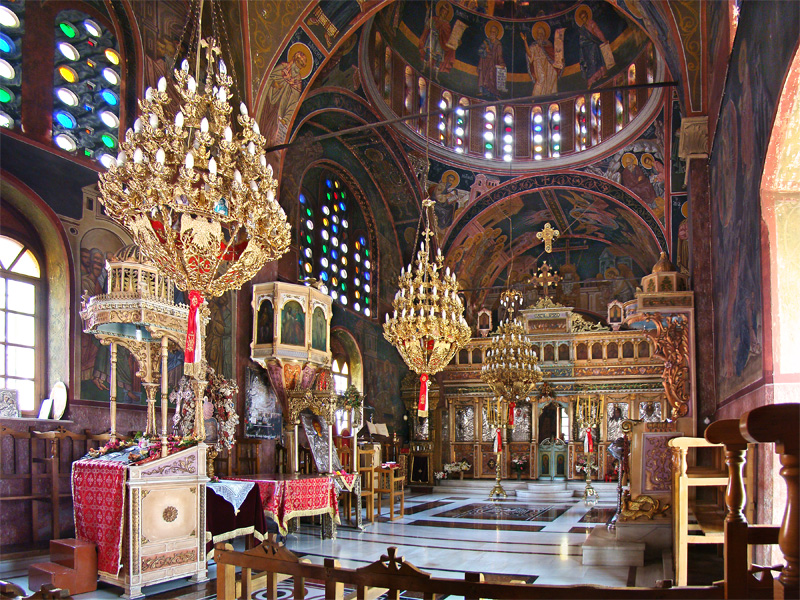
داخل كنيسة أرثوذكسيّة في جزيرة رودس.

الحضارة البيزنطية أهم ما فيها الثقافة. عرفت الخط مكتوبا باليونانية واللاتينية في أعمال المؤرخين القدامى ورسائل في الزراعة والفن العسكري، في الطب والطب البيطري، في تأويل الأحلام، كل هذا ألف مكتبة كبيرة.

### التعليم
كانت مكتبة البطريركية المسكونية التي كانت تحوي أعمال المجامع وكتب الآباء. إلى هذا مكتبات خاصة. هنا وهناك كتب طقوسية. ندرة الكتب نابعة من كونها غالية. الوصول إلى الكتاب يسهل في العائلات الغنية. المدرسة الابتدائية يشرف عليها الأسقف، يتعلّم الولد فيها القراءة والكتابة والحساب. الكتاب الرئيس هو المزامير. في المدرسة علم الجمل حيث لكل حرف قيمته في الرقم كما في العالم العربي. الترتيل متقن في المدارس. كل الأولاد كانوا يتبعون المدارس الوسطى. تعلم الناس كل ما في الحضارة القديمة: هوميروس، الهندسة، البلاغة، الرياضيات. كانت الفلسفة تتضمن اللاهوت والرياضيات، الموسيقى، علم الفلك، الطبيعيات. في القرن الثالث عشر ظهر في الترجمة أعمال لاتينية وفارسية وعربية. أخذ القوم عن اللاتينية مفردات الحياة الإدارية وعن العربية تلك المتعلقة بالنسيج. كانت الكنيسة متعلقة باللغة القديمة. عرفت القسطنطينية غير مؤسسة جامعية، ثم كان للبطريركية تعليم جامعي. المعرفة العالية كان لا بد أن تتضمن تفسير الكتاب المقدس، وبعد تحديد العقيدة ظهرت المفردات اللاهوتية. لقد أثر النسك والتصوف في التعليم وتركزت العقيدة على كتب يوحنا الدمشقي. الصوفيون الكبار كانوا سمعان اللاهوتي الحديث وغريغوريوس بالاماس ونيقولاوس كبازيلاس. هنا تظهر سير القديسين. الكتب الطقوسية وضعت بين القرن الرابع والقرن الخامس عشر وعليها يعيش الأرثوذكسيون حتى اليوم.

### اللغة والأدب

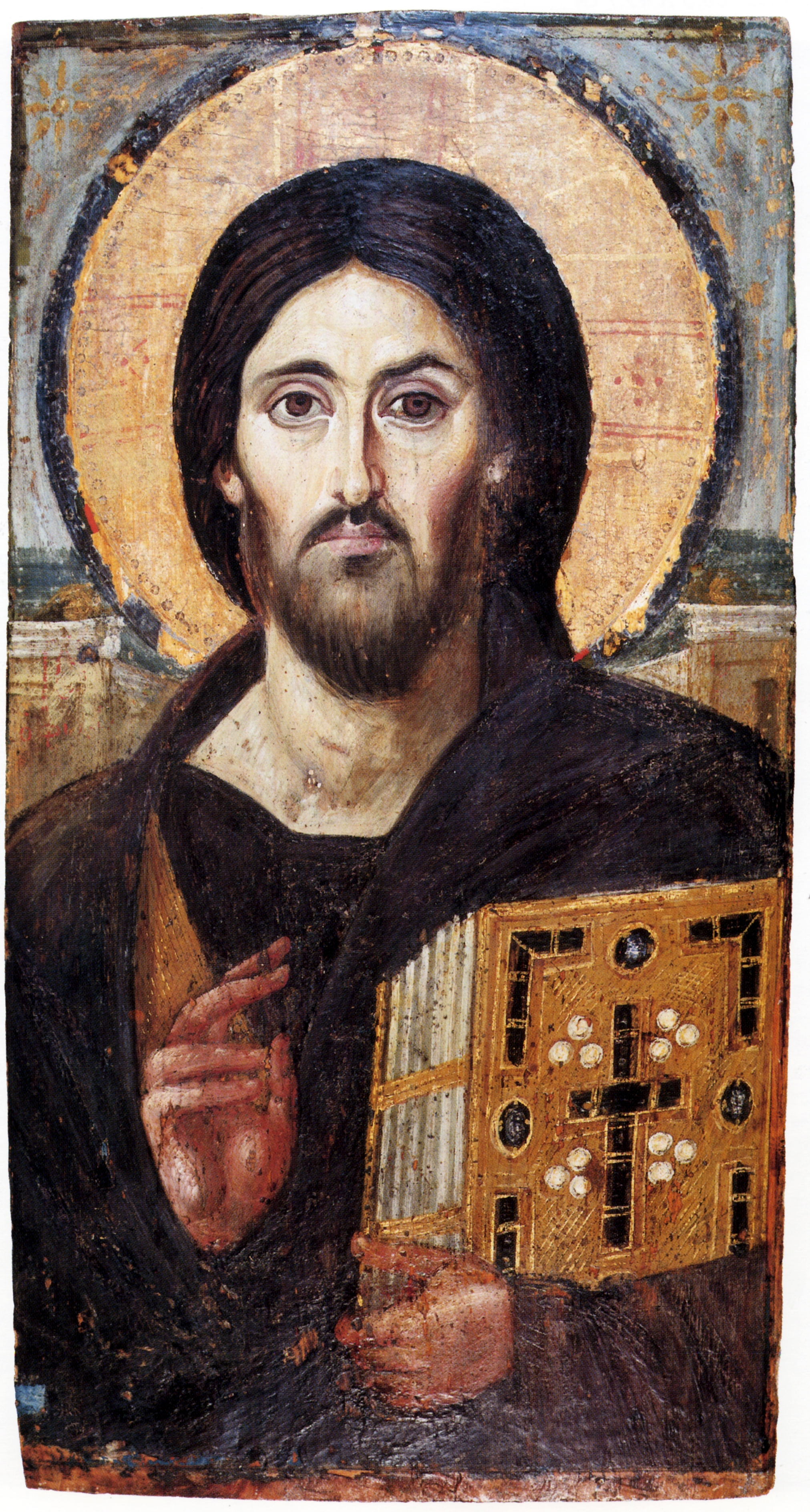
أيقونة المسيح ضابط الكل من أقدم الأيقونات الأرثوذكسية ليسوع المسيح وإحدى أهم ايقونات المسيحية الشرقية.

جزء أساسي من الثقافة البيزنطية أن تعرف استعمال كتب العبادات ولا سيما حسب الأعياد والمواسم. ثم تأتي الأعمال الأدبية الموضوعة بلغة العلماء. وتعالج التاريخ والجغرافية والفن العسكري والبلاغة والقصة، والفلسفة والألسنية وقواعد اللغة. التاريخ يبدأ من بدء الخليقة وينتهي عند زمن الكاتب. إلى هذا الفلسفة اليونانية التي أظهرت آباء الكنيسة. وقد استعار الفكر المسيحي مصطلحات الفلسفة لينتقل ورأى أنه يكمل الفكر القديم بالوحي. غير أنها بقيت مستقرة في جوهرها. استعملت أساليب مختلفة في بناء اللاهوت غير أن عدد الفلاسفة الأصيلين كان قليلا ولكن كثر العالمون بالآداب اليونانية الكلاسيكية والنقاد وعلماء اللغة وبرز شعراء مسرحيات. لعل أجمل ما كتب الشعر الديني. كل ما يسمى في الصلوات القنداق والقانون شعر. إلى هذا عرفت بيزنطية الشعر الشعبي والقصة بالفصحى وبالعامية.

### العلوم والطب
كذلك عرفت الحضارة البيزنطية الأرثوذكسية علماء رياضيات وفيزياء وبصريات. عرف البيزنطيون علم الحيوان من الناحية التطبيقية وعلم النبات التطبيقي أي استعمال النبات في الطب والصيدلة. أخذوا الخيمياء عن سترابون وطبقوها في المعادن والصبغة والأدوية والزجاج. على الصعيد الطبي في التنظيم الصحي. أسست مستشفيات وصار للأطباء تعليم نظامي وعززت مواردهم. اشتهروا في علم العين: بولس من ايجينا كان دارس الجراحة والتوليد وأثر في الطب العربي. ميخائيل بسيلوس وضع قاموسا في الأمراض. خصصوا كتبا في طب الأسنان والتمعوا في البيطرة وفي طعام الحيوان. الصيدلة كانت عندهم جزءا من تعليم الطب وأخذوا في الصيدلة شيئا من العرب والفرس.

### السياسة
عظمت الخطابة وسيلة للدعوة السياسية والدينية. ومن الخطابة الوعظ الذي اشتهر فيه القديس يوحنا الذهبي الفم في القرن الرابع ومطلع الخامس في أنطاكية والقسطنطينية ولدينا مواعظه في اللغة اليونانية مترجمة إلى معظم اللغات الأوروبية وبعضها إلى العربية.

### الفنون
ظهرت الأيقونة الخشبية أو الجدارية في الإمبراطورية ولا سيما لتعليم الأميين. منذ القرن الرابع بدأ الرسم كما الفسيفساء. أقدم الفسيفساء (العذراء، القديس جاورجيوس) في سالونيك. القليل حفظ في أيا صوفيا وبقيت أيقونات كشف عنها من عهد أتاتورك. القليل في قبرص والأكثر في رافينا (إيطاليا). وبسبب غلاء الفسيفساء استعيض عنها بالرسم الجداري الذي عرف كثيرا في ما هو الآن المشرق العربي وهو في حال التجدد اليوم في كل أنحاء سوريا ولبنان. كذلك زينت المخطوطات بالتصاوير ولا سيما كتب الأناجيل. وارتبطت الصور بصناعة الصياغة والتطريز. انتبهت الكنيسة إلى ضرورة الأيقونة في المجمع المسكوني السابع وحددت تكريمها تحديداً عقائدياً في السنة الـ787 ملأت الكنائس والبيوت في الدنيا الأرثوذكسية وكان بادئ التنظير لها القديس يوحنا الدمشقي الذي عاش راهباً في فلسطين بعد أن قطع يده الخليفة الأموي في دمشق وأعادتها له القديسة السيدة مريم العذراء في الليلة نفسها وفي الصباح دُهِشَ الخليفة وأعاد له مقامه في القصر ورجاه البقاء لكن يوحنا رفض البقاء في بلاط الخليفة ورحل إلى أريحا حيث أسس دير القديس سابا في القرن السابع ولا يزال إلى اليوم.
هذا وقد تبنت الكنيسة رأي يوحنا الدمشقي في الأيقونة وهو القائل ان التجسد الإلهي يفرضها. ان روحانية الايقونة في كل بيت أرثوذكسي في العالم إلى جانب استلهامها في الكنائس كان من العوامل التي حفظت الايمان.